# Nicolae Ciucă
Nicolae Ionel Ciucă (Plenița, 7 de fevereiro de 1967) é um político romeno e general aposentado das Forças Terrestres Romenas. Foi primeiro-ministro da Romênia de 25 de novembro de 2021 até 12 de junho de 2023.
Ciucă participou das guerras no Afeganistão e no Iraque. Foi Chefe do Estado-Maior da Romênia de 2015 a 2019 e, de 2019 a 2021, foi Ministro da Defesa. Ele liderou brevemente como administrador do governo entre 7 e 23 de dezembro de 2020, após a renúncia primeiro-ministro Ludovic Orban. Em 21 de outubro de 2021, ele foi nomeado pelo presidente Klaus Iohannis para formar um novo governo, após a dissolução do Gabinete Cîțu e a rejeição de Dacian Cioloș como primeiro-ministro, mas subsequentemente apresentou seu mandato. Iohannis o nomeou novamente em 22 de novembro de 2021.

## Juventude e carreira militar
Ele nasceu em Plenița, uma comuna no condado de Dolj. Ele se formou no Liceu Militar "Tudor Vladimirescu" em Craiova em 1985 e na Academia das Forças Terrestres de Nicolae Bălcescu em Sibiu em 1988.
Durante sua carreira militar, ele participou de missões no Afeganistão, Bósnia e Herzegovina e Iraque. De 2001 a 2004 foi comandante do 26º Batalhão de Infantaria (também conhecido como Escorpiões Vermelhos), com o qual participou da Operação Liberdade Duradoura no Afeganistão e da Operação Antiga Babilônia no Iraque. Em maio de 2004, em Nassíria, Iraque, ele liderou as tropas romenas em um confronto armado, supostamente a primeira batalha em que os romenos foram "combatentes ativos" desde a Segunda Guerra Mundial. Ele foi promovido ao posto de general em 25 de outubro de 2010.
Em 2015, ele substituiu Stefan Danila como Chefe do Estado-Maior General Romeno. Seu cargo de quatro anos sob foi prorrogado por mais um ano pelo presidente romeno Klaus Iohannis em 2018. Isso causou um conflito entre Iohannis, o primeiro-ministro Viorica Dăncilă, e o então Ministro da Defesa, Gabriel-Beniamin Les, que pretendia mudar de cargo.

## Carreira política
O Partido Nacional Liberal (PNL) propôs Ciucă como Ministro da Defesa do primeiro mandato de Orban. Ele foi transferido para a reserva em 28 de outubro de 2019, sendo sucedido como Chefe do Estado-Maior Romeno por Daniel Petrescu. Ele se tornou Ministro da Defesa da Romênia em 4 de novembro de 2019. Em outubro de 2020, ingressou no Partido Liberal Nacional (PNL) para concorrer como senador pelo Senado da Romênia nas próximas eleições legislativas e foi eleito.
Em 7 de dezembro de 2020, após a renúncia do primeiro-ministro Ludovic Orban, ele foi nomeado primeiro-ministro em exercício por Iohannis. Ele liderou como interino o governo até que um novo governo de coalizão foi formado sob Florin Cîțu em 23 de dezembro, como consequência do resultado das eleições legislativas romenas de 2020.
No entanto, depois que o gabinete de Cîțu foi dissolvido por uma moção de censura em 5 de outubro de 2021, Iohannis nomeou Ciucă como primeiro-ministro designado em 21 de outubro de 2021. Enquanto a União Democrática Magiar da Romênia (UDMR) rapidamente concordou em renovar um governo minoritário com o PNL, o Partido Social Democrata (PSD) ofereceu-se para apoiá-lo temporariamente durante a pandemia COVID-19 em troca de concordar com 10 medidas. Ele apresentou seu governo em 29 de outubro. Não tendo conseguido obter o apoio do PSD ou da União para a Salvação da Romênia (USR), ele desistiu de formar um governo em 1º de novembro.
Ciucă apresentou seu mandato como primeiro-ministro em 1 de novembro de 2021. Ciucă foi nomeado novamente como primeiro-ministro designado em 22 de novembro de 2021 e foi confirmado pelo parlamento em 25 de novembro após receber 318 votos a favor. Ele foi juramentado no escritório horas depois.

## Prêmios
Ciucă recebeu a Ordem Nacional do Mérito da República Francesa, posto de Comandante e a Ordem Nacional do Mérito da Romênia, posto de Comandante. Em 2019, ele foi premiado com a Ordem da Estrela da Romênia, grau de oficial. Em 2020, ele foi premiado com a Legião de Mérito pelo embaixador dos Estados Unidos, Adrian Zuckerman.

## Vida pessoal
Atualmente, Ciucă é casado e tem um filho.